# イン・スルー・ジ・アウト・ドア
『イン・スルー・ジ・アウト・ドア』(英語: In Through the Out Door)は、イギリスのロックバンド、レッド・ツェッペリンの第8作にあたるスタジオ・アルバム。1979年8月15日発売。プロデューサーはジミー・ペイジ。レコーディング・エンジニアはレイフ・マッセス、及びレンナート・オストランド。1980年9月にドラマーのジョン・ボーナムの急死により、バンドにとって最後のオリジナル・アルバムとなった。

## 経緯
1977年4月、バンドは2年ぶりとなるアメリカン・ツアーに出る。チケットはどの会場も完売で好調な滑り出しに見えたが、ツアー中の7月23日、オークランド・コロシアムのバックステージで、ボーナムとマネージャーのピーター・グラント、リチャード・コールらが些細な事から警備員を暴行し逮捕された（事件は翌1978年2月に執行猶予処分となり解決した）。さらに直後の7月26日、ロバート・プラントの息子、カラックが腹部感染症により急死。悲嘆にくれたプラントは急遽帰国し、以後しばらくの間公衆の面前から姿を消す。ツアーの残り7公演はキャンセルされ、レッド・ツェッペリンは長い活動休止期間に入った。バンドが休止期間に入っている間に、音楽シーンではパンク・ムーブメントが起こり、ツェッペリンのような1970年代に隆盛を極めたロックバンドは攻撃の対象にされ、しきりに解散説が語られるようになった。当時、ペイジは解散説を強く否定したが、プラントは1993年のインタビューで「息子が死んだ時、俺はツェッペリンとシンガーとしてあるべき精神を捨てた」と、当時の心境を打ち明けている。1978年5月、ペイジとグラントはバンドを召集、1ヶ月に及ぶミーティングを行った。表向きは新曲制作のリハーサルという事になっていたが、実際にはバンド継続の意思を確認し合うためのものだった。結果これが功を奏し、新作の準備が始められることとなった。アルバム・タイトルの「In Though The Out Door」の意味についてジミー・ペイジは後のインタビューで「Out Door（出口専用ドア）から建物の中に入ろうとする位、（約2年ぶりのカムバックが）難しいチャレンジであった事を表現している」と語っている。

## 録音
11月から12月にかけて、バンドはABBAの根拠地であるスウェーデンはストックホルムのポーラー・スタジオでレコーディングを行った。本作ではツェッペリンのこれまでのどのアルバムよりも、ジョン・ポール・ジョーンズの存在感が強く出ている。ジョーンズは本作の制作に、当時のシンセサイザーの最高峰、ヤマハ・GX-1を導入している。一切キーボードが使用されなかった前作『プレゼンス』とは対照的に、本作では全曲でジョーンズによるキーボードが使用された。ここまでジョーンズの影響力が強まった事について、本人は「自分が一番最初にスタジオ入りしたからだ」としているが、このレコーディングでは、ジョーンズとプラントが昼に、ペイジとボーナムが夜にスタジオで作業するという状態になっていたという。本作に収録された7曲のうち、ジョーンズは6曲も作者クレジットに名前が載せられたが、反対にペイジは7曲中5曲に留まっている。
このため、ペイジは本作の制作時にはもうやる気を失っていたのではないかと噂されたが、ペイジはこれを強く否定し、「『プレゼンス』ではジョンジー（ジョーンズ）の活躍の場が少なくて、僕と彼の間にわだかまりが生じていた。ジョンジーは制作に入る前に新曲をかなりストックしていて、その上ロバートと親密に共作するようになっていた。僕としてはもっとアルバムに入れたいものがあったけど、ああいう結果になった」と語っている。
ミキシングは1979年2月に完了し、同年8月にようやくリリースにこぎつけた。前作『プレゼンス』から3年5ヶ月という、ツェッペリンの中で最も長いインターバルを置いてのリリースとなった。タイトルの『イン・スルー・ジ・アウト・ドア』（出口から中へ）について、ペイジは「だって、中に入るのに最も難しい方法だろ？」と語っており、バンド解散の危機やパンク・ムーブメントの逆風に立ち向かいカムバックを果たす、という当時の難しい目標を風刺したものとなっている。なお、一連のセッションで録音されながら、本作に収録されなかった「オゾン・ベイビー」、「ダーリーン」、「ウェアリング・アンド・ティアリング」は、いずれも解散後発表されたアルバム『最終楽章 (コーダ)』に収録された。

## アートワーク
デザインは再びヒプノシスが手がけた。セピア色を基調としたシングル・ジャケットであるが、6種類のデザインが用意されている。裏表にバーのカウンターに坐る白いスーツ姿の男が紙のようなものに火をつける場面が印刷されている。そして表側のみ、男性の周囲が煤を払ったように明るく着色されている。この場面を、周りにいる6人の人物それぞれから見た視点の写真、都合6種類がジャケットとして使用された。この6種類のジャケットはクラフト紙の外袋に入れて密封され、購入して袋を開けるまでどのジャケットを購入したか分らないようになっていた。さらに内袋にはモノクロの特殊印刷がなされ、水で濡らすと発色するようになっていた。本作もジャケットにはタイトルなどは一切記載されず、曲目やクレジットなどの情報は内袋に記載されている（ただし、外袋にはタイトルと曲目が印刷されていた）。
ヒプノシスのストーム・トーガソンはこのデザインについて「アルバムのサウンドにぴったり来ると思ったからこのようにした」と語っている。モデルを務めた男はトーガソンの友人であるという。茶色い紙袋に入れるというアイディアは、ピーター・グラントから「ツェッペリンなら茶色い紙袋に入れたって売れる」と言われ、「だからその通りにしてやった。で、彼の言うとおりになったってわけだ」と語っている。
CD時代に入ってからは外袋は廃され、ジャケットの写真も統一されたものになったが、リイシューによっては外袋を再現したものもある。また、日本では1982年に小学館発行の写真雑誌「写楽」に、この6種類のジャケットの詳細な分析が掲載されたことがある。

## 評価と影響
『イン・スルー・ジ・アウト・ドア』は1979年8月15日、アメリカで発売された。評論家筋の「大して売れないだろう」という予想を裏切り1位となり、7週間その地位を守った。この爆発的セールスに先導されて、11月27日にはレッド・ツェッペリンのアルバム9作すべてがトップ200に登場するという快挙も演ぜられた。イギリスでは8月20日発売。アルバムチャート初登場1位を記録した。2015年リリースの最新リマスター版も、ビルボード・チャートで9位、全英チャートでは12位にランクイン。
セールス的には成功したが、当時ニュー・ウェイヴ勢に迎合していたプレスは本作を鼻であしらい、ファンの間でも、ギターではなくシンセサイザーを主体としたサウンドがらしくないとして拒絶する旧来のファンも少なくなく、賛否両論がある。音楽評論家の渋谷陽一も、発売当時の日本版ライナー・ノーツに「最初に聞いた時は少々戸惑った」と綴っている。ペイジも「ちょっとソフト過ぎると思った。中でも“オール・マイ・ラヴ”は好きになれなかった」と、本作に決して満足していない事を匂わせている。しかし、多様性という点では特色のあるアルバムである。渋谷もライナー・ノーツで「全体的なイメージは『プレゼンス』よりも『フィジカル・グラフィティ』に近い」と書いているように、1曲として同じリズム構想の曲がない。さらに「フール・イン・ザ・レイン」ではハーフタイムシャッフルとサンバ、「ホット・ドッグ」ではカントリー＆ウエスタンと、それまでにはなかったジャンルへの挑戦も見られる。また「ケラウズランブラ」のように1980年代以降の音楽を先取りした曲もあり、ツェッペリンの新たな姿を予感させるものでもあった。ジョーンズも「あれは僕達に何が出来るのかを見極めるいい機会だった。次のLPはもっと面白いものになっていたはずだよ」と語っている。ペイジはボーナムと「次はもっとリフ志向のハードなアルバムにしよう」と話し合っていた事を後に打ち明けている。だが、1980年9月25日にボーナムが32歳で急死したことにより、バンドは終焉を迎えることとなった。
本作も『プレゼンス』同様、収録曲のうち半数以上はコンサートで披露されたことがない。

## リイシュー
1986年初CD化。1993年の『コンプリート・スタジオ・レコーディングス』で全曲リマスター化。1994年単独リリース。2015年、最新リマスター版が『プレゼンス』、『最終楽章 (コーダ)』と同時にリリースされた。デラックス・エディションおよびスーパー・デラックス・エディション付属のコンパニオンディスクには、各曲のラフ・ミックス・バージョンが収録されている。なお、新たに発掘された未発表曲はなかった。

## 収録曲

### オリジナル版
- A面

1. イン・ジ・イヴニング - In the Evening (Page, Plant & Jones)
  - 1979年7月のコペンハーゲン公演で初披露され、以降1980年7月のベルリンでのラストライブまで演奏され続けた。
2. サウス・バウンド・サウレス - South Bound Saurez (Jones & Plant)
  - 作者クレジットにペイジが含まれていない数少ない曲の一つ。タイトルの“Saurez”の綴りは誤り（“Suarez”が正しい）だが[10]、現在まで訂正されていない。
3. フール・イン・ザ・レイン - Fool in the Rain (Page, Plant & Jones)
  - サンバのリズムを大胆に取り入れた曲。アメリカ他数カ国でシングルカットされ、アメリカのビルボード・チャートで21位を記録[14]。
4. ホット・ドッグ - Hot Dog (Page & Plant)
  - 「イン・ジ・イヴニング」同様1979年7月のコペンハーゲン公演で初披露され、最後のコンサートまで演奏された。

- B面

1. ケラウズランブラ - Carouselambra (Jones, Page & Plant)
  - ジョーンズが主導権を握った、10分超のテクノポップ風の曲。謎めいた歌詞は、プラントがある特定の人物に向けて書いたものだという[14]。
2. オール・マイ・ラヴ - All My Love (Plant & Jones)
  - プラントが夭折した愛息カラックに捧げたバラード[15]。1980年の最後のツアーで披露された。
3. アイム・ゴナ・クロール - I'm Gonna Crawl (Page, Plant & Jones)
  - ジョーンズがメインで書いたR&B風のバラード。ボーナムはこの曲のプラントの歌唱を「過去最高のパフォーマンス」と賞賛した[15]。

### 2015年版デラックス・エディション・コンパニオンディスク
1. イン・ジ・イヴニング（ラフ・ミックス） - In the Evening <Rough Mix> (Page, Plant & Jones)
2. サウスバウンド・ピアノ（「サウス・バウンド・サウレス」ラフ・ミックス） - SouthBound Piano <(South Bound Saurez)Rough Mix> (Jones & Plant)
3. フール・イン・ザ・レイン（ラフ・ミックス） - Fool in the Rain <Rough Mix> (Page, Plant & Jones)
4. ホット・ドッグ（ラフ・ミックス） - Hot Dog <Rough Mix> (Page & Plant)
5. ジ・エピック(「ケラウズランブラ」ラフ・ミックス) - The Epic <('Carouselambra)Rough Mix> (Jones, Page & Plant)
6. ザ・フック(「オール・マイ・ラヴ」ラフ・ミックス) - The Hook <(All My Love)Rough Mix> (Plant & Jones)
7. ブロット(「アイム・ゴナ・クロール」ラフ・ミックス) - Blot <(I'm Gonna Crawl)Rough Mix> (Page, Plant & Jones)

## パーソナル
- ジミー・ペイジ - アコースティック・ギター、エレクトリック・ギター、プロデューサー
- ロバート・プラント - ボーカル
- ジョン・ポール・ジョーンズ - ベース、マンドリン、キーボード、シンセサイザー、ピアノ
- ジョン・ボーナム - ドラムス
- ピーター・グラント - 製作総指揮
- レイフ・マッセス、レンナート・オストランド - レコーディング・エンジニア
- ヒプノシス - スリーブ・デザイン